# 沈州 (唐朝)
沈州，中国古代的州。
唐朝武德四年（621年）以项城县（今河南省项城市）、鲖阳县、南顿县（今河南省项城市南顿镇）、溵水县、颍东县（今河南省沈丘县纸店镇）、沈丘县，设置沈州。沈州治所在项城县。武德六年（623年） 废除南顿县。贞观元年（627年）废除沈州、颍东县。鲖阳县改属豫州，项城县、溵水县改属陈州，沈丘县改属颍州。
州刺史
- 杨仲达（武德年间）